# Friedrich-Ludwig-Jahn-Denkmal Dolle

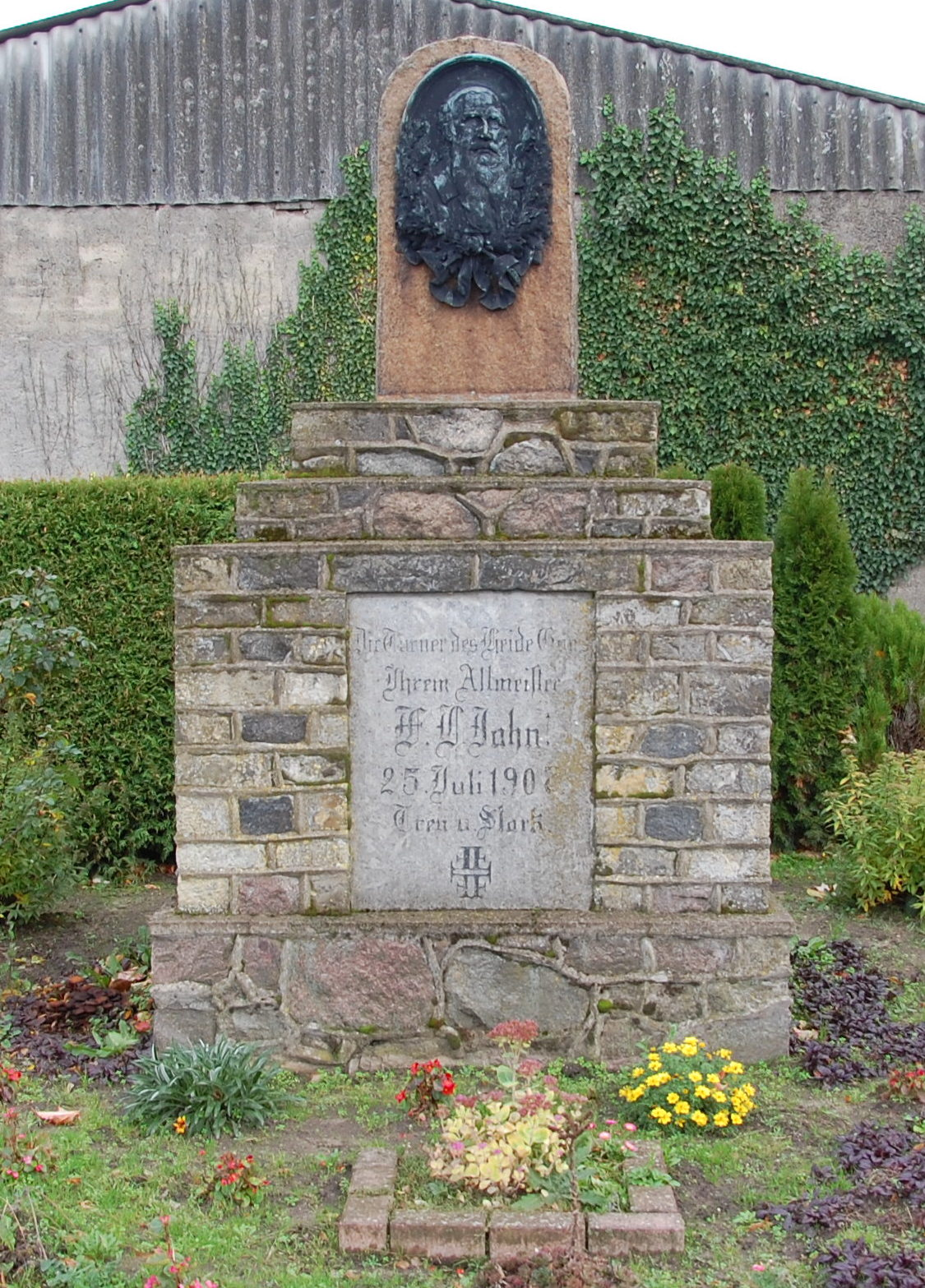
Friedrich-Ludwig-Jahn-Denkmal

Das Friedrich-Ludwig-Jahn-Denkmal Dolle ist ein unter Denkmalschutz stehendes Denkmal für Friedrich Ludwig Jahn im zur Gemeinde Burgstall gehörenden Ortsteil Dolle.

## Lage
Das Denkmal befindet sich auf der östlichen Seite der Magdeburger Straße in Dolle. Im örtlichen Denkmalverzeichnis ist es als Denkmal eingetragen.

## Gestaltung und Geschichte
Das Denkmal wurde im Jahr 1907 errichtet. Es zeigt ein aus Metall gefertigtes Relief mit einem Porträt des Begründers der deutschen Turnbewegung Friedrich Ludwig Jahn. Das Porträt ist von einem Eichenkranz umrahmt. Der Sockel des Denkmals ist aus Bruchstein gefertigt. In den Sockel ist eine Inschriftentafel eingearbeitet. Sie trägt in Frakturschrift die Inschrift: Die Turner des Heide Gaus/Ihrem Altmeister F.L.Jahn/25. Juli 1907/ Treu und Stark.